# بولشویه اوزرو
بولشویه اوزرو (به لاتین: Bolshoye Ozero) یک منطقهٔ مسکونی در روسیه است که در باشقیرستان واقع شده‌است.